# The Enemies of Reason

The Enemies of Reason est un documentaire télévisé de 2007, écrit et présenté par le biologiste Richard Dawkins. 

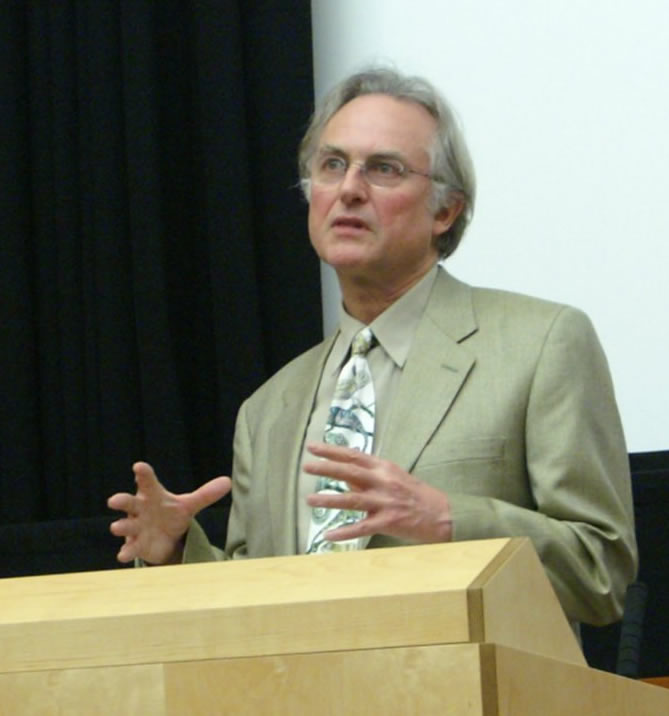
Professeur Richard Dawkins, Mars 2005.

D'après les réalisateurs : 

« Est-il rationnel que les morts puissent communiquer avec les vivants et leur donner des conseils sur la façon de vivre leur vie ? Qu'en est-il du fait de se planter des aiguilles dans le corps pour libérer le flux d'énergie Chi et guérir votre maladie ? Ou le fait de faire flotter des cuillères uniquement avec la force de l'esprit ? Est-ce rationnel ? Richard Dawkins ne le pense pas et pense qu'il est de son devoir de s'attarder sur ces croyances qui continuent à exister sans aucune preuve scientifique, croyances qui maintiennent les nations sous leur emprise. Il rencontrera les experts dans leur domaine d'expertise, les victimes qui ont été abusées et exposera l'historique de ces mouvements, depuis les charlatans qui ont créé ces pratiques jusqu'aux expériences et tests qui ont échoué à apporter des résultats concluants. »

Le documentaire fut diffusé pour la première fois sur Channel 4 en Grande-Bretagne, succédant ainsi à The Root of All Evil?. 
La première partie du documentaire est apparu sur le petit écran le 13 août 2007, et la seconde le 20 août 2007.
Il inclut les interviews du sociologue Steve Fuller, de Deepak Chopra, de Satish Kumar et de Derren Brown.

## Épisode 1: Esclaves de la superstition
Richard Dawkins met en avant certaines découvertes scientifiques et décrit comment elles ont réussi à libérer la plupart des gens de la superstition et des dogmes. Reprenant certaines distinctions entre superstition et raison déjà évoquées dans The Root of All Evil?, il affirme que la raison fait face à « une épidémie de superstition » qui « appauvrit notre culture et introduit des gourous qui persuadent les gens de fuir la réalité ». 
Il prend l'exemple de l'astrologie, dont il critique les conclusions sans preuves. En testant cette discipline et en réalisant des expériences, après avoir rappelé des principes mécaniques de base en astronomie, il exprime sa déception de compter encore 50 % de la population britannique - plus que les membres de la principale religion - croire au paranormal. 
Il visite ensuite un medium psychique, qui lui prédit une retraite sous peu de temps - ce qui est effectivement généralement le cas pour les personnes de l'âge de Richard Dawkins, mais pas pour l'écrivain. Le médium se trouve aussi dans l'erreur quand il évoque un membre de la famille de Dawkins avec qui il disait communiquer. Le médium termine son entretien avec de nombreuses explications sur le fait que ses pouvoirs ne fonctionnent pas toujours, sur lequel Dawkins réplique que des revendications de pouvoirs extraordinaires doivent se traduire par des preuves vérifiables. 
Dans une autre catégorie de médium, et pour la somme de 50 livres sterling, il est proposé à Richard Dawkins de voir son père « de l'autre côté ». Dawkins laisse la femme médium faire sa prestation, et l'informe ensuite que son père est vivant, et qu'il lui rend visite fréquemment.
Dawkins rend aussi visite à une église spiritualiste, à laquelle il adresse des critiques pour sa soi-disant capacité à communiquer avec les morts par l'intermédiaire du médium Craig Hamilton-Parker, et ajoute que beaucoup de personnes peuvent être obsédées à l'idée de telles performances, du fait de la difficulté que chacun éprouve lorsque l'on perd un être cher.

## Épisode 2: Le Service de santé irrationnel
Richard Dawkins examine la suspicion grandissante du public envers les sciences basées sur la médecine, malgré les grands succès que sont les vaccins, les antibiotiques, et leur apport à l'augmentation de l'espérance de vie. Il note par exemple qu'un cinquième des enfants britanniques ne sont pas immunisés contre la rougeole ou la rubéole, attribuant cette peur grandissante à un rapport hautement controversé liant vaccins et autisme. 
Dawkins critique, de plus, l'activité des médecines dites alternatives qui ne subissent pas les mêmes études scientifiques objectives et rigoureuses que les traitements classiques. Sans preuve vérifiable, les thérapies alternatives mènent à de fausses conclusions que le bouche-à-oreille contribue à propager. 
Dawkins observe notamment que ces pratiques peuvent être accompagnées de rituels, avec l'emploi d'un jargon pseudoscientifique comme les mots énergie, vibration, ou théorie quantique afin de se donner de la crédibilité auprès des patients. 
L'épisode conclut que Dawkins appelle de ses vœux à des enquêtes sceptiques basées sur des preuves rationnelles, rappelant que « la raison nous a libéré de la superstition et nous a donné un siècle de progrès. Nous l'abandonnons à nos risques et périls. »